# Jef Lahaye

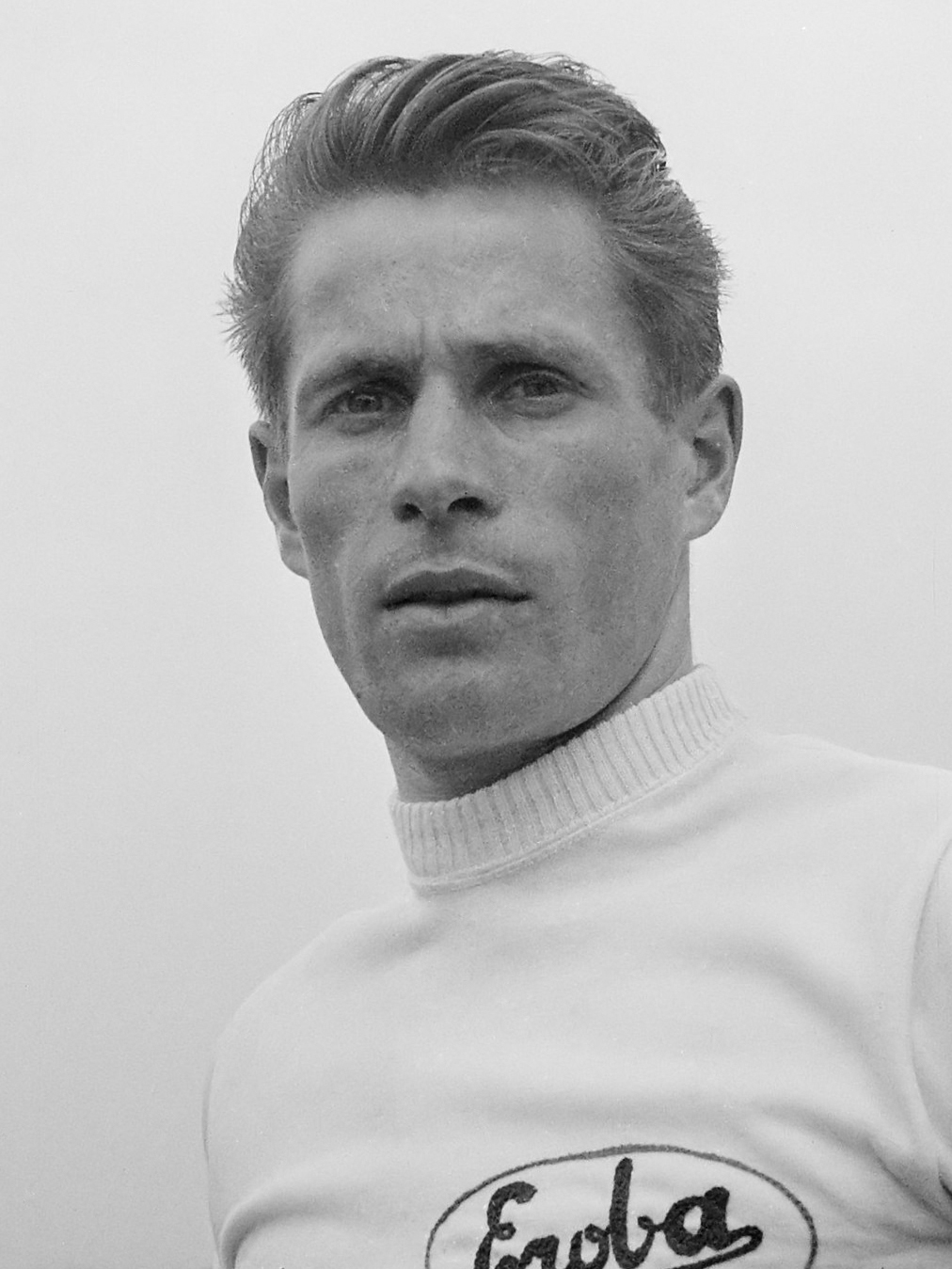
Jef Lahaye 1956

Jef Lahaye (* 2. Dezember 1932 in Bunde; † 12. April 1990 in Ulestraten) war ein niederländischer Radrennfahrer.
Jef Lahaye war als Amateur-Rennfahrer sehr erfolgreich, als Profi jedoch konnte er sich nicht durchsetzen. Sein größter Erfolg war der Gewinn des niederländischen Meistertitels im Straßenrennen. Dreimal nahm er an der Tour de France teil.
Lahaye starb im Alter von 51 Jahren. Im Jahr darauf mutmaßte „Der Spiegel“, sein früher Tod könne eine Folge von Doping mit EPO gewesen sein.

## Grand-Tour-Platzierungen
| Grand Tour            | 1956 | 1957 | 1958 | 1959 | 1960 | 1961 |
| --------------------- | ---- | ---- | ---- | ---- | ---- | ---- |
| Vuelta a EspañaVuelta | –    | –    | –    | –    | –    | –    |
| Giro d’ItaliaGiro     | –    | –    | –    | –    | –    | –    |
| Tour de FranceTour    | 86   | –    | DNF  | –    | –    | DNF  |